# Ax Battler: A Legend of Golden Axe
Ax Battler: A Legend of Golden Axe ein Action-Adventure für die Sega Game Gear. Es erschien März 1992 in den Vereinigten Staaten. In Japan erschien das Spiel 1. November 1991. Es ist Teil der Golden-Axe-Reihe.

## Spielprinzip
Im Gegensatz zu den anderen Golden-Axe-Spielen ist dieses Spiel kein Side-Scrolling-Beat-’em-up. Das Spiel ist in drei verschiedene Abschnitte des Gameplays unterteilt. Es gibt das sogenannte „Kartenszene“. Dieser Modus zeigt die Bewegungen des Spielers in einer Draufsicht über die Welt, während er sich durch die Wildnis bewegt. Gegner greifen zufällig an und veranlassen das Spiel, zum folgenden Aktionsbildschirm zu wechseln. Dann gibt es die Stadtszene. Es ähnelt im Aussehen den Kartenszenen, außer dass dieser Modus die Aktionen des Spielers in einer Stadt zeigt. Der Hauptunterschied besteht in der Möglichkeit, mit NPCs zu sprechen und Geschäfte zu besuchen. Zum Schluss gibt es noch die Aktionsbildschirm. Das Spiel wechselt zum Aktionsbildschirm, wenn der Spieler auf einen Feind trifft oder einen der besonderen Orientierungspunkte betritt. Dies ist eine Side-Scrolling-Beat-em-Up-/Plattform-Umgebung.
Ax Battler kann magische Vasen sammeln, die er für seine magischen Angriffe oder als Währung in den Städten verwenden kann. In den Trainingshäusern kann er auch neue Angriffe erlernen. Passwörter können von den Städten gesammelt werden, um als „Speicher“-System zu dienen.

## Rezeption
Das Spiel ist aufgrund seiner Ähnlichkeit mit Zelda II: The Adventure of Link bekannt. Zero schrieb, dass dieses Spiel eine erfolgreich Weiterentwicklung der ursprüngliche Godlen-Axe-Spiele sei und gab eine Bewertung von 87 % ab. Allerdings bezeichnete Mean Machines den Beat'em-Up-Aspekt des Spiels als „extrem schlecht“ und bezeichnete die Aufgaben im Spiel als „langweilig und langweilig“ und  gab eine Bewertung von 39 % ab.